# وینینگ (کانزاس)
وینینگ (به انگلیسی: Vining) شهری در ایالت کانزاس کشور ایالات متحده آمریکا است که جمعیت آن در سرشماری سال ۲۰۱۰ میلادی، ۴۵ نفر بوده‌است.